# Gruberkanal
Der Gruberkanal (Slowenisch: Gruberjev prekop oder Gruberjev kanal) ist eine Wasserstraße in Ljubljana, die zwischen 1772 und 1780 erbaut wurde.

## Geschichte
Der Kanal wurde nach dem Jesuiten und Planer Gabriel Gruber benannt, der seinerzeit von der Wiener Regierung mit der Entwässerung des Laibacher Moors beauftragt wurde. 
Von 1772 bis 1780 wurde nach seinen Plänen der heute Gruberkanal genannte Wasserweg gebaut, um den Wasserabfluss aus dem Laibacher Moor zu verbessern und so die Stadt Ljubljana vor Überschwemmungen zu schützen. Grubers Ziel war es, einen Teil des Wassers aus der oft Hochwasser führenden Ljubljanica um den Burgberg herum zu leiten. 
Die Arbeiten wurden unter seiner Aufsicht bis 1777 durchgeführt, als er aufgrund starker Kostensteigerungen und sogar Zweifel an seiner Integrität durch Vincenc Struppi ersetzt wurde. Am 25. November 1780 wurde zum ersten Mal Wasser in den neu gebauten Kanal eingelassen. Am Eingang des Kanals wurden Kontrolltore angebracht. Der Graben wurde 1829 vertieft und neben der Karlovška-Brücke wurde ein Denkmal in Form eines Pyramidenstumpfes mit lateinischen Inschriften an den Seiten errichtet. 
Der Graben erwies sich als hervorragende Lösung, da er das Risiko jährlicher Überschwemmungen in den tief gelegenen Gebieten des Sumpfgebiets von Ljubljana verringerte.

## Brücken über den Gruberkanal
- Hladnikova brv na Špici
- Karlovški most
- Karlovški most (stari)
- Gruber-Steg
- Most čez Gruberjev kanal na progi Ljubljana-Grosuplje
- Codellijev most (stari)
- Codellijev most (novi)
- Kajuhov most
- Mekinčeva brv
- Brv ob sotočju